# إتش إم سي إس نورسيد (كيه 520)
كانت إتش إم سي إس نورسيد فرقيطة معدّلة من فئة فلاور خدمت في البحرية الملكية الكندية خلال الحرب العالمية الثانية، وبشكل أساسي في معركة الأطلنطي كسفينة حراسة للقوافل. سُميت الفرقيطة باسم نورسيد اختصاراً لمدينة شمال سيدني، في نوفا سكوشا [الإنجليزية]، كندا. كان هذا حتى لا تتعارض التسمية مع سفينة تابعة للبحرية الملكية الأسترالية. عملت نورسيد كسفينة تجارية بعد الحرب ثم خدمت في البحرية الإسرائيلية، والتي كلفتها باسم آخي هاغاناه. تقاعدت السفينة في 1954 وتفككت للخردة في 1956.

## وصلات خارجية
- Hazegray. "Revised Flower Class". Canadian Navy of Yesterday and Today. مؤرشف من الأصل في 2022-11-01. اطلع عليه بتاريخ 2013-09-22.
- Ready, Aye, Ready. "HMCS Norsyd". مؤرشف من الأصل في 2021-07-27. اطلع عليه بتاريخ 2013-09-22.{{استشهاد ويب}}:  صيانة الاستشهاد: أسماء متعددة: قائمة المؤلفين (link)